# Aeropuerto Internacional Atatürk
El Aeropuerto Internacional Atatürk (en turco: Istanbul Atatürk Havalimanı) (IATA: ISL, OACI: LTBA), anteriormente llamado Aeropuerto Internacional Yeşilköy, fue el principal aeropuerto internacional de Estambul, Turquía. Situado en Yeşilköy, en la parte europea de la ciudad, 15 km al sudoeste de la capital. Está nombrado en honor de Mustafa Kemal Atatürk, fundador y primer presidente de la República de Turquía.
El 28 de junio de 2016, el aeropuerto fue objeto de un atentado terrorista que ocasionó 41 muertos y 237 heridos.
Desde el 6 de abril de 2019, el aeropuerto solo está operativo para acciones de carga, mantenimiento/técnico, aviación general, taxi aéreo, vuelos de negocios y aviones estatales y diplomáticos, mientras que los vuelos comerciales de pasajeros quedan derivados al Aeropuerto de Estambul.

## Terminales
Dispone de dos terminales de pasajeros, una internacional y otra nacional (Terminales A y B), y una terminal de carga (terminal C). Inaugurada en 2001, la terminal internacional es eficiente y moderna. Antes de su apertura, el tráfico tanto nacional como internacional se gestionaba en una sola terminal y era muy concurrido. La terminal nacional, ahora liberada del tráfico internacional, es espaciosa, a pesar de su diseño de 1970.
Estas terminales son gestionadas por TAV (Tepe-Akfen-Ventures) desde enero de 2000, con una inversión de 600 millones USD desde 1998. En 2005 le fue concedida a TAV la gestión para operar en el aeropuerto Atatürk durante otros 15,5 años, por la cifra récord de $ 3 millones, lo que también representa la cifra más alta para ese proyecto de privatización en Turquía, Europa Oriental, Medio Oriente, la Comunidad de Estados Independientes y África del Norte.

## Tráfico
El Aeropuerto Atatürk tenía problemas de capacidad, al ocupar los puestos 35º y 40.º del mundo, en volumen de carga y tráfico de pasajeros, respectivamente, con el traslado de más de 332 000 toneladas de carga y algo menos de 25 millones de pasajeros en 2007. Dado que el tráfico total de pasajeros se duplicó en cinco años (el tráfico nacional casi se cuadruplicó), en paralelo con el auge de la economía turca y el turismo, quedó patente que la ciudad necesitaba otro aeropuerto en el área metropolitana. Su capacidad nominal de 14 millones de pasajeros internacionales y 10 millones de pasajeros nacionales al año resultó muy ajustada para la demanda en 2007. Las estimaciones apuntan que el área metropolitana de Estambul tendrá una demanda de 25 millones de pasajeros internacionales y 25 millones nacionales anuales para el año 2015. Sin embargo, la introducción del tren de alta velocidad entre Ankara y Estambul en 2008, y la terminación de la construcción de las autopistas que enlazan la ciudad con otras ciudades como Bursa, Esmirna, Antalya y el Mar Negro ayudará a disminuir esta demanda. 

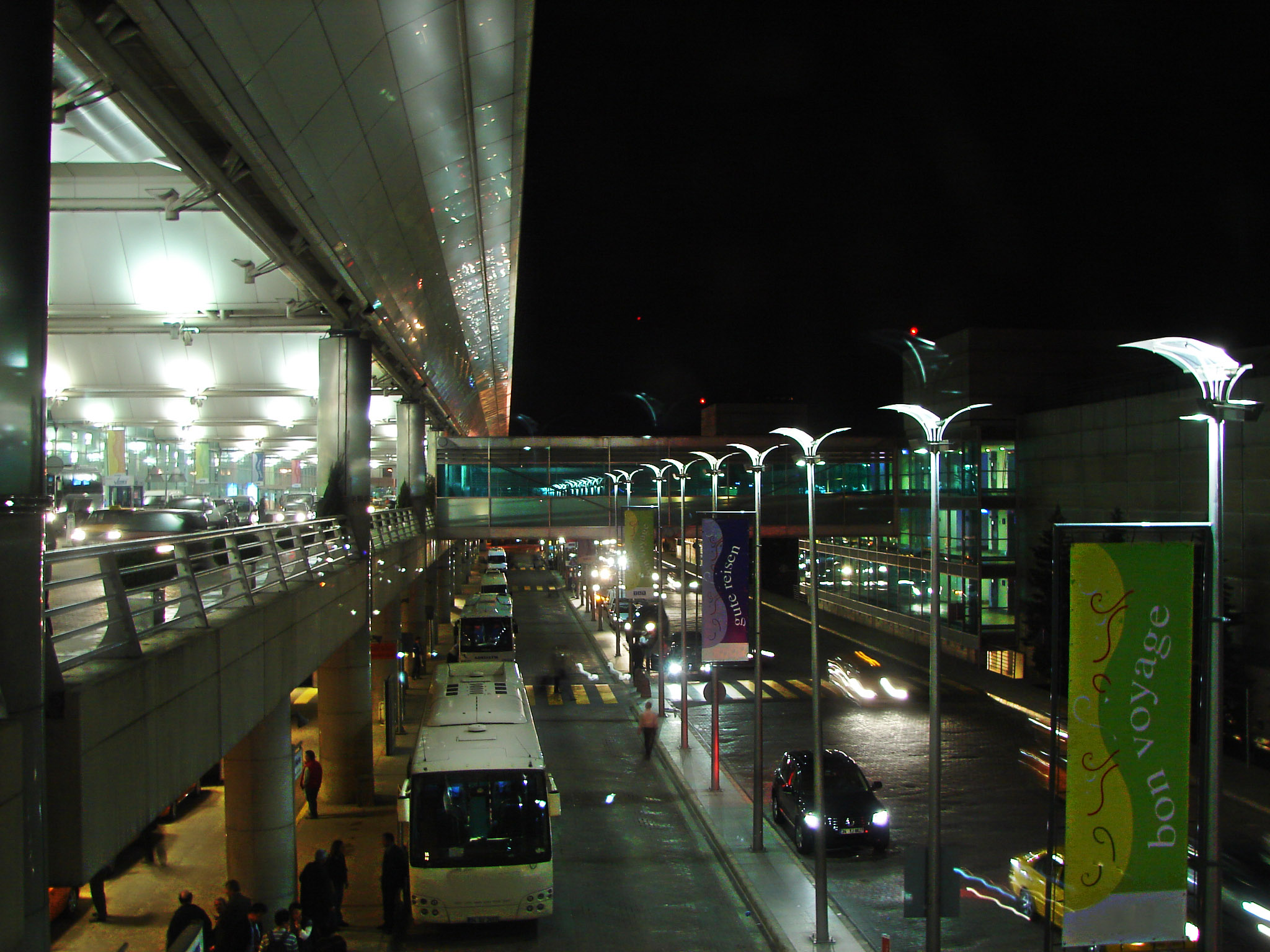
Vista nocturna del aeropuerto Atatürk de Estambul.

El Atatürk comparte el tráfico con el Aeropuerto Internacional Sabiha Gökçen, en la parte asiática de Estambul, que registró un tráfico de 3,7 millones de pasajeros en 2007. Los dos aeropuertos proporcionan servicios tanto nacionales como internacionales a la zona de Estambul, pero el auge de la demanda de pasajeros (así como la imposibilidad física de ampliar el aeropuerto Atatürk) sugieren que será necesario un cuarto aeropuerto en el futuro, ya que el Aeropuerto Hezarfen no es lo suficientemente grande como para dar apoyo en los vuelos internacionales. Este nuevo aeropuerto está previsto que se construya al norte de Estambul, en Kemerburgaz, cerca del distrito de negocios de Levent.
La ampliación del Aeropuerto Internacional Sabiha Gökçen y la finalización del proyecto del Túnel del Bósforo, que incluye una línea de metro que unirá ambos aeropuertos, también ayudará a satisfacer la demanda.

## Estadísticas
En el año 2007, 32.706.614 pasajeros utilizaron los aeropuertos turcos, y aproximadamente el 71% de este número a través del aeropuerto Atatürk de Estambul.
| Año  | Domésticos | Porcentaje  | Internacional | Porcentaje  | Total      | Porcentaje  | Rango Mundial Internacional | Rango Mundial total |
| ---- | ---------- | ----------- | ------------- | ----------- | ---------- | ----------- | --------------------------- | ------------------- |
| 2018 | 19,170,141 | 2           | 48,811,305    | 10          | 67,981,446 | 6           | 10.º                        | 17.º                |
| 2017 | 19,450,347 | 2           | 44,277,101    | 7           | 63,727,448 | 5           | 11.º                        | 15.º                |
| 2016 | 19,099,874 | 1           | 41,019,341    | 2           | 60,119,215 | 2           | 11.º                        | 14.º                |
| 2015 | 19,375,402 | 4           | 41,947,327    | 10          | 61,322,729 | 8           | 10.º                        | 11.º                |
| 2014 | 18,754,002 | 9           | 38,200,788    | 12          | 56,954,790 | 11          | 9.º                         | 13.º                |
| 2013 | 17,224,105 | 13          | 34,096,770    | 14          | 51,320,875 | 14          | 10.º                        | 18.º                |
| 2012 | 15,281,321 | 14          | 29,717,196    | 24          | 44,998,508 | 20          | 13.º                        | 21.º                |
| 2011 | 13,604,352 | 15          | 23,847,835    | 17          | 37,452,187 | 17          | 17.º                        | 28.º                |
| 2010 | 11,800,999 | 3           | 20,344,620    | 11          | 32,145,619 | 8           | 19.º                        | 37.º                |
| 2009 | 11,393,645 | 1           | 18,363,739    | 8           | 29,757,384 | 4           | Sin cambios                 | Sin cambios         |
| 2008 | 11,484,063 | 20          | 17,069,069    | 26          | 28,553,132 | 23          | Sin cambios                 | Sin cambios         |
| 2007 | 9,595,923  | 6           | 13,600,306    | 12          | 23,196,229 | 9           | Sin cambios                 | Sin cambios         |
| 2006 | 9,091,693  | 21          | 12,174,281    | 3           | 21,265,974 | 10          | Sin cambios                 | Sin cambios         |
| 2005 | 7,512,282  | 39          | 11,781,487    | 16          | 19,293,769 | 24          | Sin cambios                 | Sin cambios         |
| 2004 | 5,430,925  | 70          | 10,169,676    | 14          | 15,600,601 | 29          | Sin cambios                 | Sin cambios         |
| 2003 | 3,196,045  | 12          | 8,908,268     | 5           | 12,104,342 | 7           | Sin cambios                 | Sin cambios         |
| 2002 | 2,851,487  | Sin cambios | 8,506,204     | Sin cambios | 11,357,691 | Sin cambios | Sin cambios                 | Sin cambios         |

## Atentado de 2016
El martes 28 de junio de 2016, a las 22:00 (EET), la policía del aeropuerto identificó a dos sospechosos junto a la planta del aeropuerto desde la que se accede a la zona de llegadas de la terminal internacional. Se disponían a intentar pasar el control de seguridad que da acceso al edificio. Uno de ellos abrió fuego con un kaláshnikov, a lo que los policías respondieron con disparos para tratar de "neutralizarlos". Entonces, uno de los sospechosos activó la carga explosiva que portaba. Un tercer atacante detonó explosivos en el estacionamiento del aeropuerto.
Hubo 41 muertos y 237 heridos, entre los fallecidos figuraban los atacantes. Se sospecha que los perpetradores, formaban parte del Estado Islámico

## Aerolíneas y destinos
A partir de abril de 2019, el aeropuerto ya no opera vuelos de pasajeros programados, sino que permanece abierto para operaciones de carga.